# Turzyca luźnokwiatowa
Turzyca luźnokwiatowa  (Carex vaginata) – gatunek rośliny z rodziny ciborowatych.

## Rozmieszczenie geograficzne
Występuje w strefie umiarkowanej półkuli północnej. W Polsce rośnie w północno-wschodniej i środkowej części kraju oraz w Sudetach.

## Morfologia

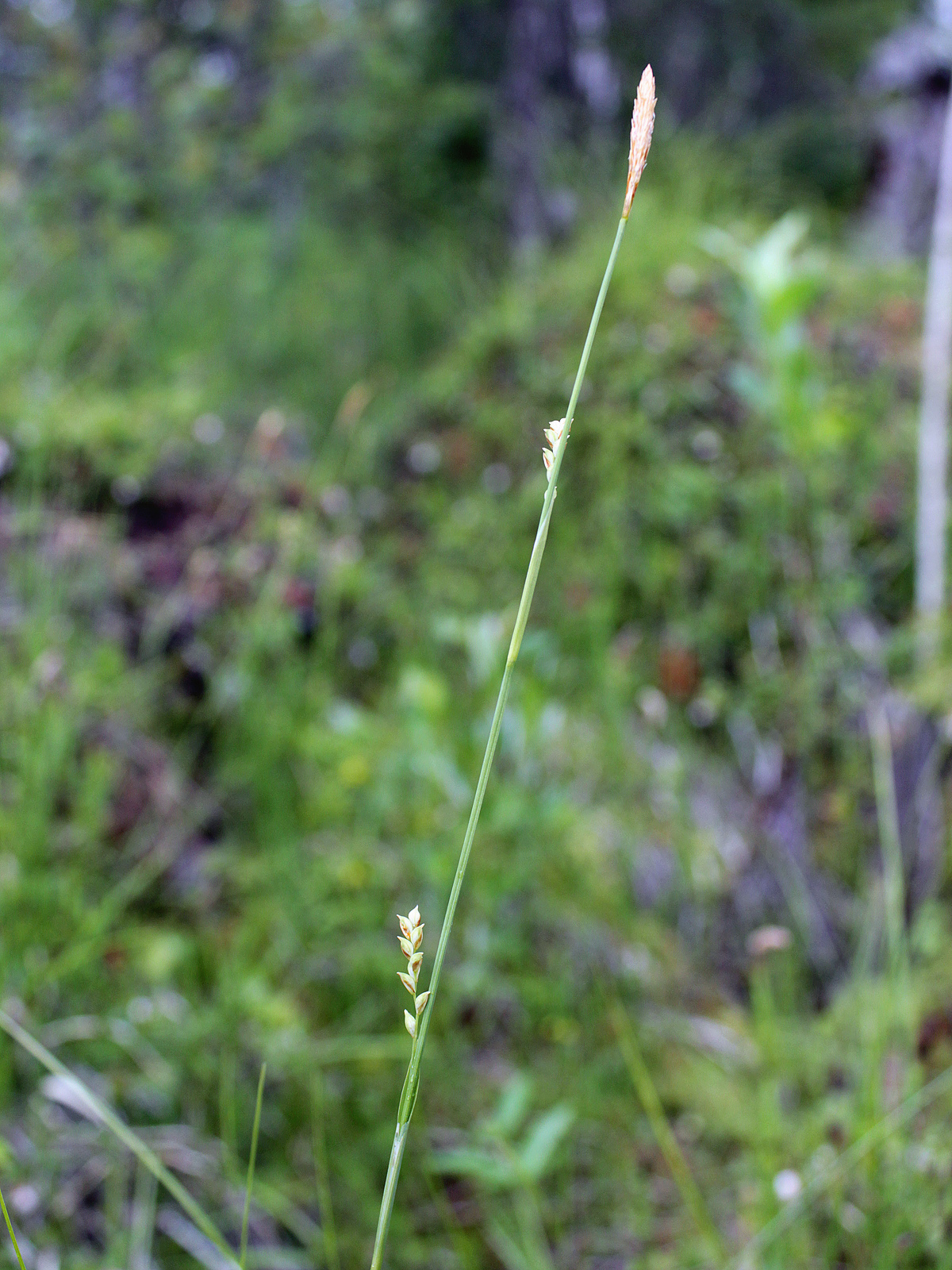
Łodyga z kłosami

ŁodygaProsta, gładka, o wysokości 10–50 cm.
LiścieŻywozielone, krótko zaostrzone, szerokości 3-5 mm.
KwiatyNa szczycie pędu kwiatowego występuje kłos męski, pozostałe boczne to kłosy żeńskie (1-3). Podsadki kłosów są liściowate i posiadają długie, rozdęte pochwy i krótkie blaszki. Przysadki są rdzawoczerwone z zielonym nerwem. Pęcherzyki są dłuższe od przysadek, kulistawojajowate, o długości ok. 4 mm, szarozielone, beznerwowe, z wyraźnym dwuząbkowym dzióbkiem.

## Biologia i ekologia
RozwójBylina, hemikryptofit. Tworzy łanowe skupienia. Kwitnie w maju i czerwcu.
SiedliskoWystępuje w grądach, lasach dębowo-świerkowych, borach sosnowych i mieszanych i na torfowiskach.

## Zmienność
Gatunek jest zróżnicowany na dwie odmiany:
- Carex vaginata var. vaginata - występuje w całym zasięgu gatunku;
- Carex vaginata var. petersii (C.A.Mey. ex Schmidt) Akiyama - występuje na Syberii i w Japonii.

## Zagrożenia
Gatunek umieszczony w Polskiej Czerwonej Księdze Roślin w kategorii VU (narażony). Tę samą kategorię posiada na Czerwonej liście roślin i grzybów Polski (2006, 2016).